# 名取熊野三社
名取熊野三社（なとりくまのさんしゃ）は、宮城県名取市に存在する熊野神社（熊野新宮社）・熊野本宮社・熊野那智神社の総称である。

## 概要
全国に3000社以上ある熊野神社のうちおよそ700社が東北地方に存在するが、その東北の熊野信仰の中心的存在にあったのが名取熊野三社である。
仙台湾を熊野灘、名取川を熊野川、高舘丘陵を熊野連山に模し、本宮・新宮・那智の三社が他の地域とは異なりそれぞれ別に勧請されている。紀伊熊野の三社それぞれを地理的・方角的に同様にセット状態で勧請しているのは非常に珍しく、全国の熊野神社の中でもここだけであるとされる。

## 歴史
三社の創建については、以下のような伝説が伝わっている。
熊野信仰の熱心な信者だった名取老女は、年老いたために紀州熊野への参詣が叶わなくなっていた。同じころ熊野にある山伏が住んでいた。山伏が松島へ詣でようと準備をしていたところ、夢枕に熊野権現が現われて、東北に住む老女に伝えるようにと和歌を詠んだ。「道遠し 程もはるかに隔たれり 思ひおこせよ 我も忘れじ」という歌だったという。山伏が下向の途中いまの名取のあたりにさしかかると、確かに熊野権現のお告げのとおりの老女が住んでいた。老女は山伏から和歌を聞くといたく感激し、名取の地に紀伊熊野の分霊を勧請した。
この伝説の通り、保安4年（1123年）に名取老女が紀州より勧請し、熊野新宮社（北緯38度12分10.8秒 東経140度50分48.3秒 / 北緯38.203000度 東経140.846750度）、熊野本宮社（北緯38度12分28.9秒 東経140度50分12.5秒 / 北緯38.208028度 東経140.836806度）、熊野那智神社（北緯38度11分14.4秒 東経140度50分18.4秒 / 北緯38.187333度 東経140.838444度）が成立したというのが一般に信じられている。

ただし、熊野那智神社の元となった羽黒飛龍権現社の創建は養老3年（719年）頃とされる。
やがて奥州藤原氏と密接に関係していくこととなり、特に三代藤原秀衡のとき、名取熊野別当の金剛別当秀綱が強大な武士団を率い更に藤原泰衡の後見人になるなど、軍事的・宗教的に大きな力を持つようになった。奥州合戦の際も秀綱は平泉方につき、源頼朝の軍に抗戦した。伝承によると、秀綱は本吉四郎高衡（藤原高衡）や日詰五郎頼衡と共に高舘山の高舘城に籠り、20000の兵をもって頼朝を迎え撃ったという。最終的に泰衡が死亡した後も秀綱と高衡は生き残り、投降したのちに秀綱は赦され、高舘山に祭神を藤原秀衡とする高舘神社を建立した。
奥州藤原氏滅亡後も名取熊野三社は信仰を集め、多くの宿坊を擁する一大聖地として隆盛を誇った。特に熊野新宮社が中心を成すようになり、やがて新宮社には本宮社と那智社も合祀され、熊野神社と称するようになった。
鎌倉時代には新宮社の別当寺である新宮寺で一切経編纂事業が起こり、多くの寺社が参加した。そうして完成した新宮寺一切経は現在でも3000巻以上が伝わっており、これほど多くの一切経が残っているのは平泉の中尊寺経（紺紙金銀字交書一切経）を除くと東日本では他に例が無い。

## 名取老女の墓と下余田の熊野三社
名取市の下余田地区には、名取老女の墓（北緯38度10分43.1秒 東経140度53分55秒 / 北緯38.178639度 東経140.89861度）と伝えられる場所がある。また、その近隣には、名取老女が現在の鎮座地に祀られる前に勧請したという説のある熊野新宮神社（北緯38度10分41.4秒 東経140度54分23.1秒 / 北緯38.178167度 東経140.906417度）、熊野本宮神社（北緯38度10分50.1秒 東経140度54分8.6秒 / 北緯38.180583度 東経140.902389度）、熊野那智神社（北緯38度10分38.8秒 東経140度54分10.7秒 / 北緯38.177444度 東経140.902972度）の熊野三社が個人敷地内に現在も鎮座している。時代とともに都市化の波にさらされている。

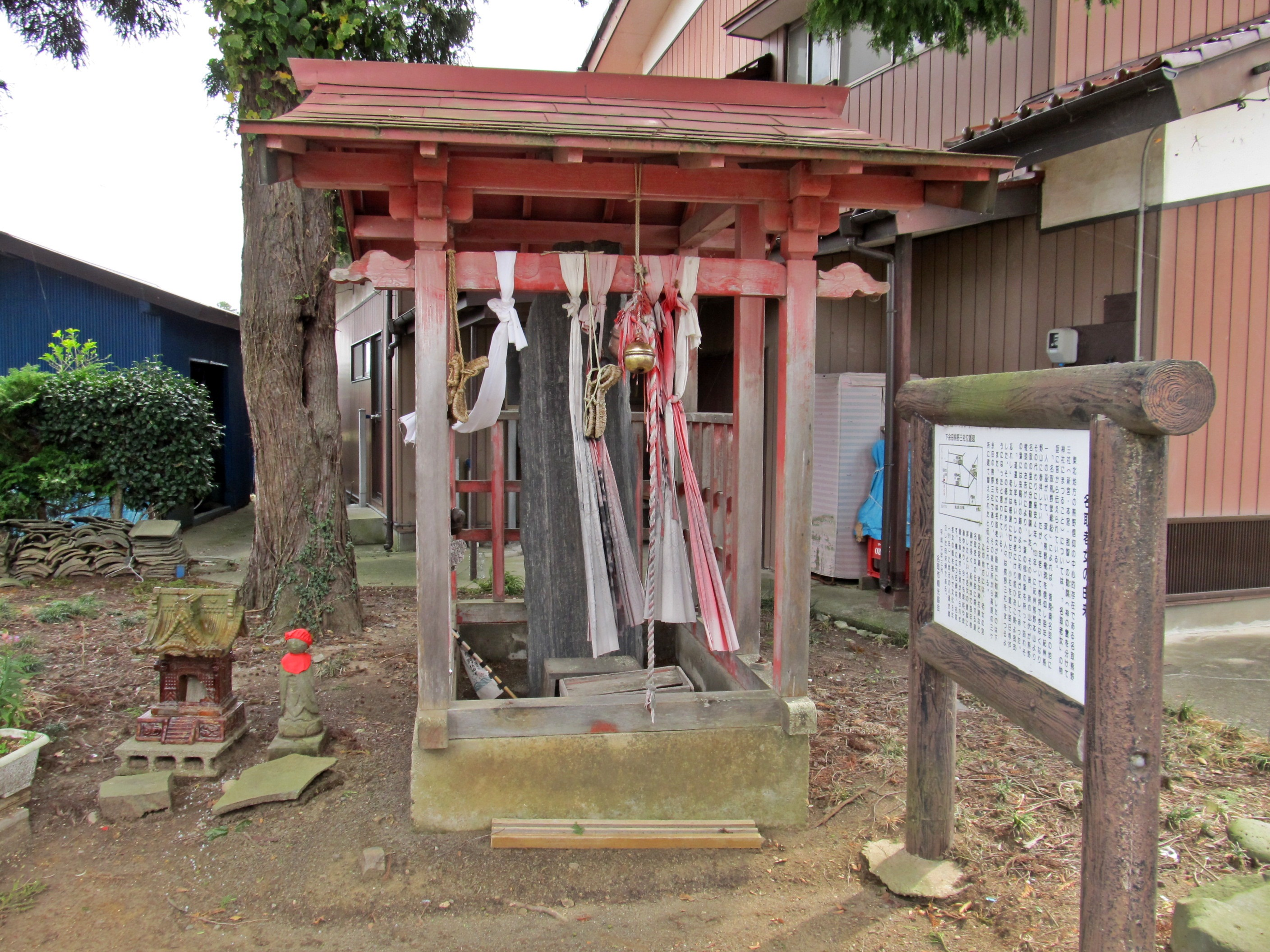
名取老女の墓
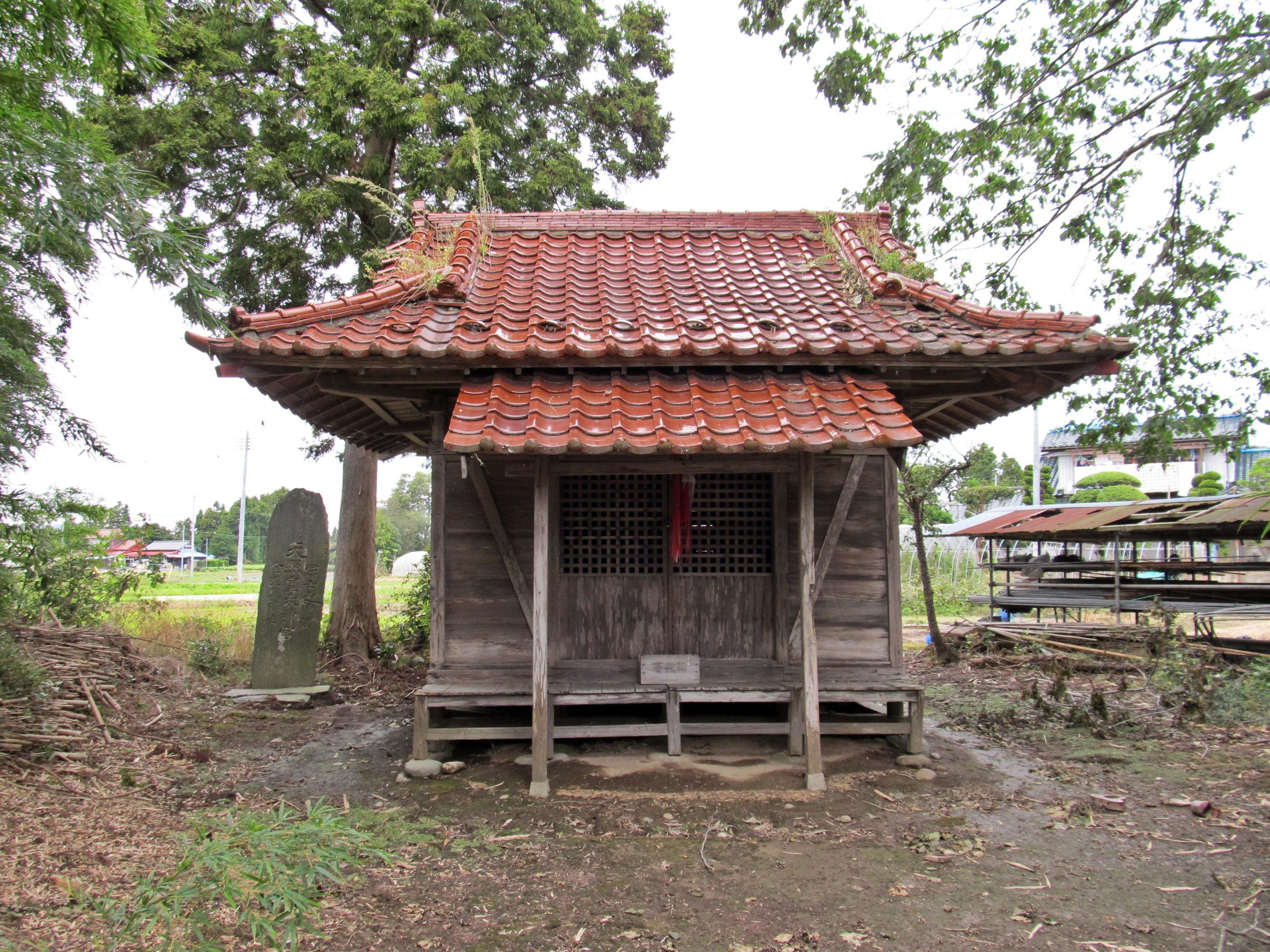
下余田地区の熊野新宮神社
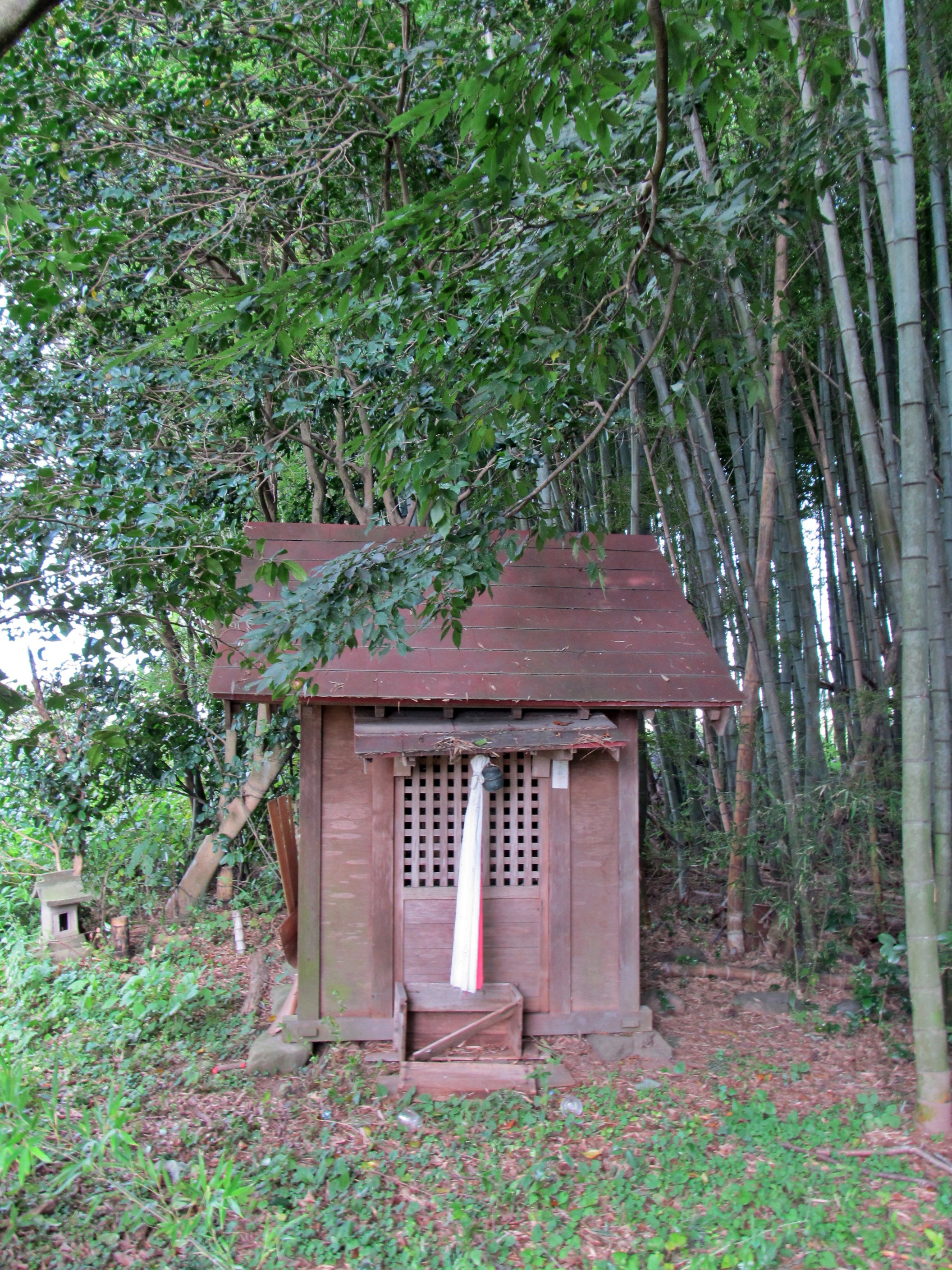
下余田地区の熊野本宮神社
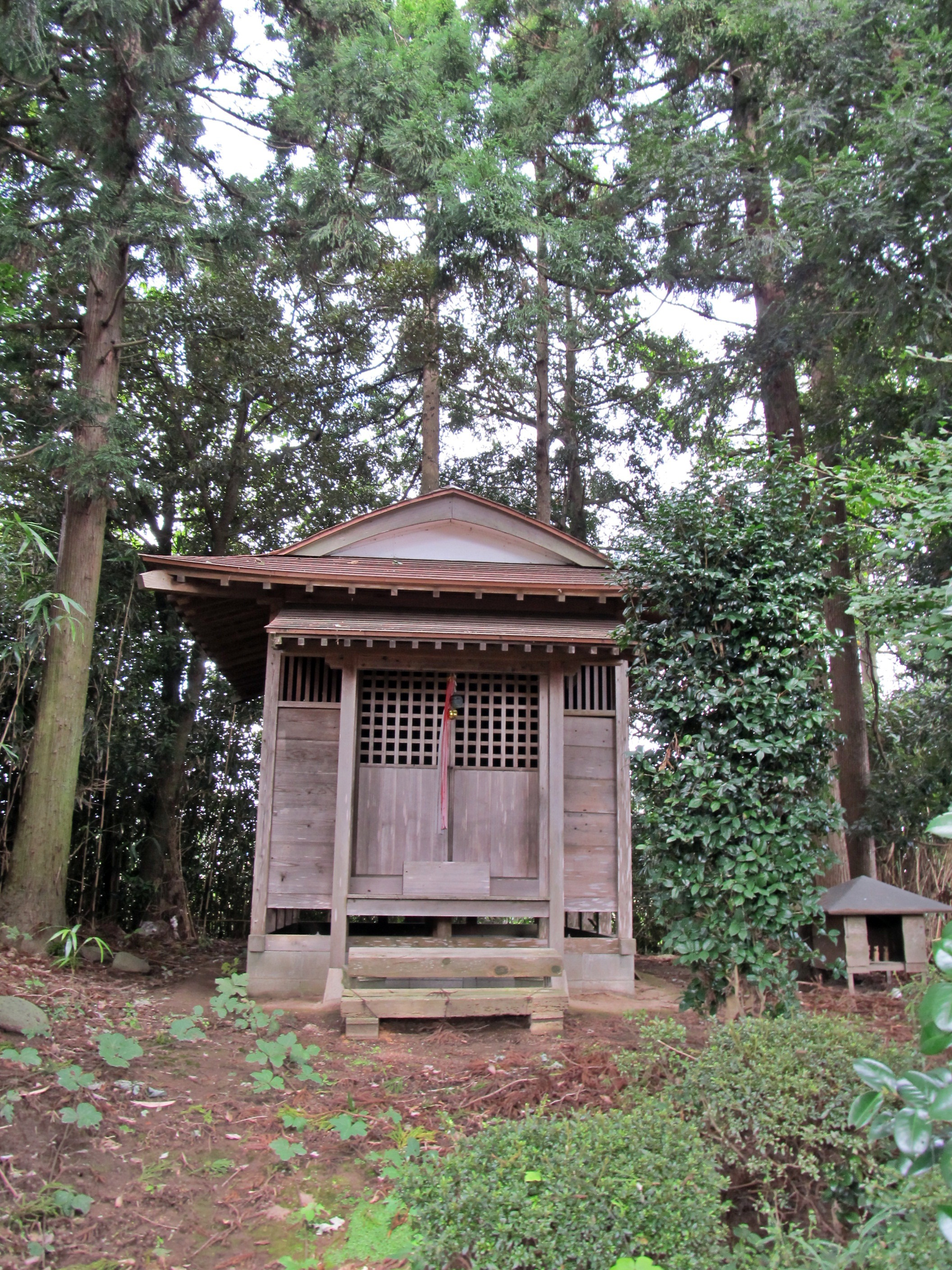
下余田地区の熊野那智神社